# Ceraclea distinguenda
Ceraclea distinguenda is een schietmot uit de familie Leptoceridae. De soort komt voor in het Oriëntaals gebied.